# Norra Karelens landskapsvapen

Norra Karelens landskapsvapen är detsamma som det som på 1500-talet skapades för det historiska landskapet Karelen.

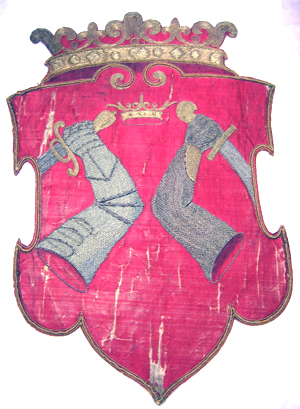
Historiska Karelens vapen, buret av sorgehäst vid Gustav II Adolfs begravning 1634.

Norra Karelens landskapsvapen är samma vapen som på 1500-talet tilldelades landskapet Karelen. Trots att delar av det nuvarande Norra Karelen på den tiden ingick i Kexholms län, som hade ett annat vapen, har det moderna landskapet övertagit landskapsvapnet oförändrat, medan Södra Karelen, som kanske skulle ha haft en större historisk rätt till det oförändrade vapnet, har ett något ändrat vapen.
Vapnet symboliserar kampen mellan väst och öst (Sverige och Ryssland) som var påtaglig i denna gränstrakt.
Norra Karelen använder också en landskapsflagga med samma bild som i vapnet men med ett vitt fält närmast flaggstången.

## Blasonering
Blasonering på svenska: "I rött fält en krona av guld och därunder två mot varandera krökta, uppskjutande armar, den högra med pansar hållande ett svärd, den vänstra med ringbrynja och obehandskad hållande en kroksabel, allt av silver utom vapnens fästen och den pansarklädda armens ledplåta, som är av guld. Skölden krönes med hertigdömets krona."
Eftersom Finland är ett tvåspråkigt land, finns det också en officiell finsk variant av blasoneringen.